# Ornithogalum mekselinae
Ornithogalum mekselinae är en sparrisväxtart som beskrevs av Varol. Ornithogalum mekselinae ingår i släktet stjärnlökar, och familjen sparrisväxter. Inga underarter finns listade i Catalogue of Life.